# Domenico Modugno
Domenico Modugno (Polignano a Mare, Apulia, 9 de enero de 1928-Lampedusa, Sicilia, 6 de agosto de 1994) fue un cantautor, guitarrista, actor y político italiano. Representó en varias ocasiones a Italia en el Festival de la Canción de Eurovisión. Fue también diputado y dirigente del Partido Radical italiano.

## Biografía
Desde muy joven, Domenico quería ser actor. En 1951, después de terminar el servicio militar y gracias a una beca, accedió al Centro Experimental de Cinematografía de Roma y apareció más tarde en unas cuantas películas. Después de protagonizar Il mantello rosso (La capa roja), inició su carrera de cantante. Se casó con Franca Gandolfi y tuvieron tres hijos: Marco (1958), Marcello y Massimo Modugno (1966); quien también se dedica a la música. Domenico tuvo un hijo de una relación extraconyugal, llamado Fabio Camilli (1962).

### Volare

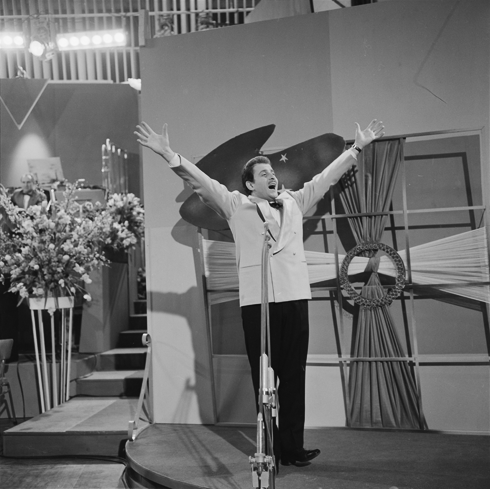
Domenico Modugno cantando su «Nel blu dipinto di blu» en el Festival de Eurovisión de 1958.

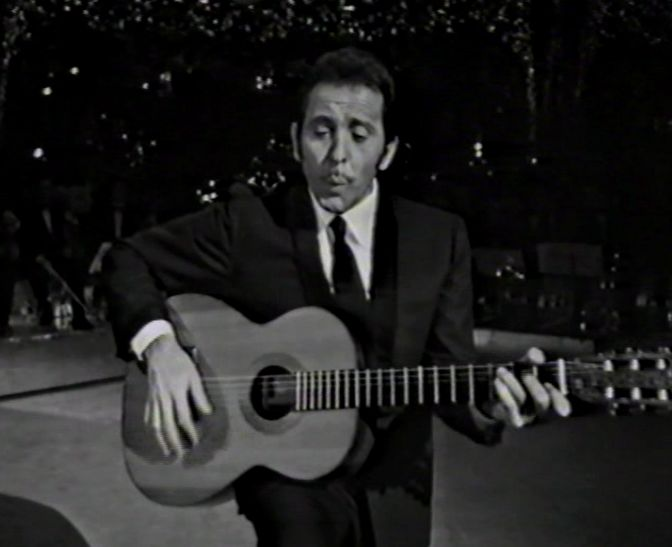
Modugno canta «Viejo frac» en un programa televisivo de la RAI TV; mientras silba, golpea rítmicamente la caja de la guitarra.

En los años cincuenta, se hizo muy popular en los Estados Unidos. Se convirtió en uno de los protagonistas de la música melódica internacional cuando, con «Nel blu dipinto di blu» (más conocida como «Volare»), triunfó en el Festival de San Remo de 1958 junto con Johnny Dorelli. Con esta misma canción, participó también en el Festival de la Canción de Eurovisión de ese mismo año, y quedó en tercera posición (de diez).
La canción de Modugno «Volare» (llamada en realidad «Nel blu dipinto di blu», «En el [cielo] azul pintado de azul») fue un éxito comercial a nivel internacional, y con el paso del tiempo se convirtió en una de las más representativas de la historia musical italiana.
«Nel blu dipinto di blu» alcanzó el número uno en el Hot 100 de la revista estadounidense Billboard, y la misma publicación lo reconocería después como el mejor sencillo de 1958. Gracias a «Volare», Modugno se convirtió en el primer ganador del premio Grammy por grabación del año y canción del año en 1959.
Fue un éxito tan extraordinario que L'Espresso, un periódico italiano, tituló así su primera plana: «Modugno ha conquistato l'America», y para fin de aquel año sus ventas aumentaron y batió todos los récords para un disco italiano hasta ese momento: hasta 0,8 millones de ejemplares en Italia y otros 22 millones en todo el mundo.

### Cine
En 1960 se le acusó de plagiar la canción de un compositor de ópera, pero se lo declaró inocente. Ganó tres veces más el Festival de San Remo con «Piove» (1959, nuevamente con Johnny Dorelli), «Addio, addio» (1962, en compañía de Claudio Villa) y «Dio, come ti amo» (1966, juntamente con Gigliola Cinquetti). En Eurovisión, volvió a participar en 1959 y 1966.
Actor teatral y cinematográfico, apareció en la comedia musical Rinaldo in campo (1961), de Garinei e Giovannini, y en Liolà, adaptación de la célebre ópera de Luigi Pirandello. En el cine interpretó Il giudizio universale, de Vittorio De Sica, mientras que de 1973 a 1976 fue Mackie Messer en la Opera da tre soldi, de Kurt Weill y Bertolt Brecht, dirigida por Giorgio Strehler. Pier Paolo Pasolini usó canciones de Modugno para la banda sonora de Pajaritos y pajarracos, una de sus películas fundamentales.

## Éxitos
Considerado el «padre» de los cantautores italianos y uno de los más prolíficos artistas italianos en general, por haber escrito y grabado cerca de 230 canciones, interpretado 38 películas para cine y 7 para la televisión, recitado 13 obras teatrales, conducido algunos programas televisivos y aparecido en numerosas ocasiones, sea por televisión o en vivo, en los escenarios.
Fue muy notorio ante un amplio público por sus cuatro victorias en el Festival de San Remo, en modo particular por la de 1958 con la canción «Nel blu dipinto di blu», escrita tanto por él como por la colaboración del productor Franco Migliacci y universalmente conocida como «Volare», que se convirtió en una de las canciones italianas más conocidas del mundo.
De este modo, un treintañero de Apulia, que hasta entonces había tenido un éxito solo modesto en Italia como cantante y actor, se convirtió, con la victoria del Festival de San Remo, en el más notable cantante italiano del mundo, y su «Volare» la canción italiana más conocida solo después de «'O sole mio», y el único disco de la historia de la música italiana en llegar al primer lugar (y en permanecer allí a lo largo de trece semanas) del Hit parade estadounidense, récord inigualado hasta la fecha.
Artista conocidísimo y de gran presencia escénica, se recuerdan, entre otras canciones, «La lontananza» («La distancia es como el viento»), «Piove (Ciao, ciao bambina)» («Llueve»), «Comme prima» («Como antes»), «Meraviglioso» («Maravilloso»), «Vecchio frac» («Viejo frac»), «Resta cu' mme» («Quédate conmigo») (en dialecto napolitano), «Dio, come ti amo» («Dios, cómo te amo»), «Piange il teléfono» («Llora el teléfono»/«Le téléphone pleure»), «Un calcio alla città» («Un puntapié a la ciudad»), «Lu pisci spada» («El pez espada») (en dialecto siciliano) y «Come hai fatto» («Como has hecho»).

### Política
En 1984, Domenico Modugno sufrió un ictus y se vio forzado a dejar la actividad artística. Se dedicó a la política y fue elegido parlamentario en la lista del Partido Radical Italiano de 1987 a 1992.

## Muerte
El 6 de agosto de 1994, en el jardín de su casa, en la costa de la isla de Lampedusa (en el archipiélago de las islas Pelagias, entre la isla de Sicilia y África), frente a la Isla de los Conejos, Domenico Modugno falleció de un infarto cardíaco.
Entre algunos de sus reconocimientos póstumos, en el 50.º aniversario del Festival de Eurovisión, celebrado en 2005, se nombró a «Volare» como la mejor canción de la historia del concurso tras «Waterloo», del grupo sueco ABBA. Además, esta valoración vino a hacer justicia contra el cero que Doménico obtuvo en el Festival de Eurovisión de 1966 con «Dio come ti amo», con el cual se había sentido profundamente dolido. En 2008, además, el Ministerio de Comunicación de Italia distribuyó sellos en conmemoración de «Volare» y de Domenico.

## Participaciones en el Festival de San Remo
- 1956: «Musetto» (como compositor, no como cantante)
- 1958: «Nel blu dipinto di blu (Volare)»
- 1959: «Piove (Ciao, ciao bambina)»
- 1960: «Libero»
- 1962: «Addio... addio...»
- 1964: «Che me ne importa a me»
- 1966: «Dio, come ti amo»
- 1967: «Sopra i tetti azzurri del mio pazzo amore»
- 1968: «Il posto mio» (como cantante, no como compositor)
- 1971: «Come stai?»
- 1972: «Un calcio alla città»
- 1974: «Questa è la mia vita»

## Canciones cantadas en castellano
- 1955: «Viejo frac» o «El hombre del frac» (en italiano «Vecchio frack»)
- 1958: «En el cielo pintado de azul» (en italiano «Nel blu dipinto di blu»)
- 1959: «Llueve» (en italiano «Piove» o «Ciao ciao bambina»)
- 1966: «Dios, cómo te amo» o «Dios mío, cómo te quiero» (en italiano «Dio, come ti amo»)
- 1968: «En mi lugar» (en italiano «Il posto mio»)
- 1969: «Recordando con ternura» (en italiano «Ricordando con tenerezza»)
- 1969: «Está llegando a mi alma» (en italiano «Mi sei entrata nell'anima»)
- 1970: «La distancia» (en italiano «La lontananza»)
- 1970: «Te amo, amo a ti» (en italiano «Ti amo, amo te»)
- 1970: «Como has hecho» (en italiano «Come hai fatto)
- 1971: «¿Cómo estás?» (en italiano «Come stai?»)
- 1971: «Amarga flor mía» (en italiano «Amaro fiore mio»)
- 1972: «Un puntapié a la ciudad» (en italiano «Un calcio alla città»)
- 1973: «Amarga tierra» (en italiano «Amara terra mia»)
- 1973: «Sortilegio de luna» (en italiano «Sortilegio di luna»)
- 1973: «Mi caballo blanco» (en italiano «Cavallo bianco» o «Il mio cavallo bianco»)
- 1974: «Bordolino» (canción publicitaria realizada para el vino argentino homónimo)
- 1975: «El maestro del violín» (en italiano «Il maestro di violino»)
- 1975: «Llora el teléfono» (en italiano «Piange il teléfono», en francés, versión original «Le telephone pleure»)
- 1975: «Domingo» (en italiano «Domenica»)
- 1976: «El aniversario» (en italiano «L'anniversario»)
- 1977: «A casa volveremos juntos» (en italiano «A casa torneremo insieme»)

## Premios
- 1958: Ganador del Festival di Sanremo con «Nel blu dipinto di blu»
- 1958: Premio Grammy por «Nel blu dipinto di blu» como disco del año
- 1958: Premio Grammy por «Nel blu dipinto di blu» como canción del año
- 1959: Ganador del Festival di Sanremo con «Piove»
- 1962: Ganador del Festival di Sanremo con «Addio... addio...»
- 1964: Ganador del Festival di Napoli con «Tu si' 'na cosa grande»
- 1966: Ganador del Festival di Sanremo con «Dio, come ti amo»
- 1974: Ganador del Premio Tenco

## Filmografía parcial
- 1966: Vacaciones en la Argentina

## Eponimia
El asteroide (6598) Modugno fue nombrado así en su memoria.